# Рангда

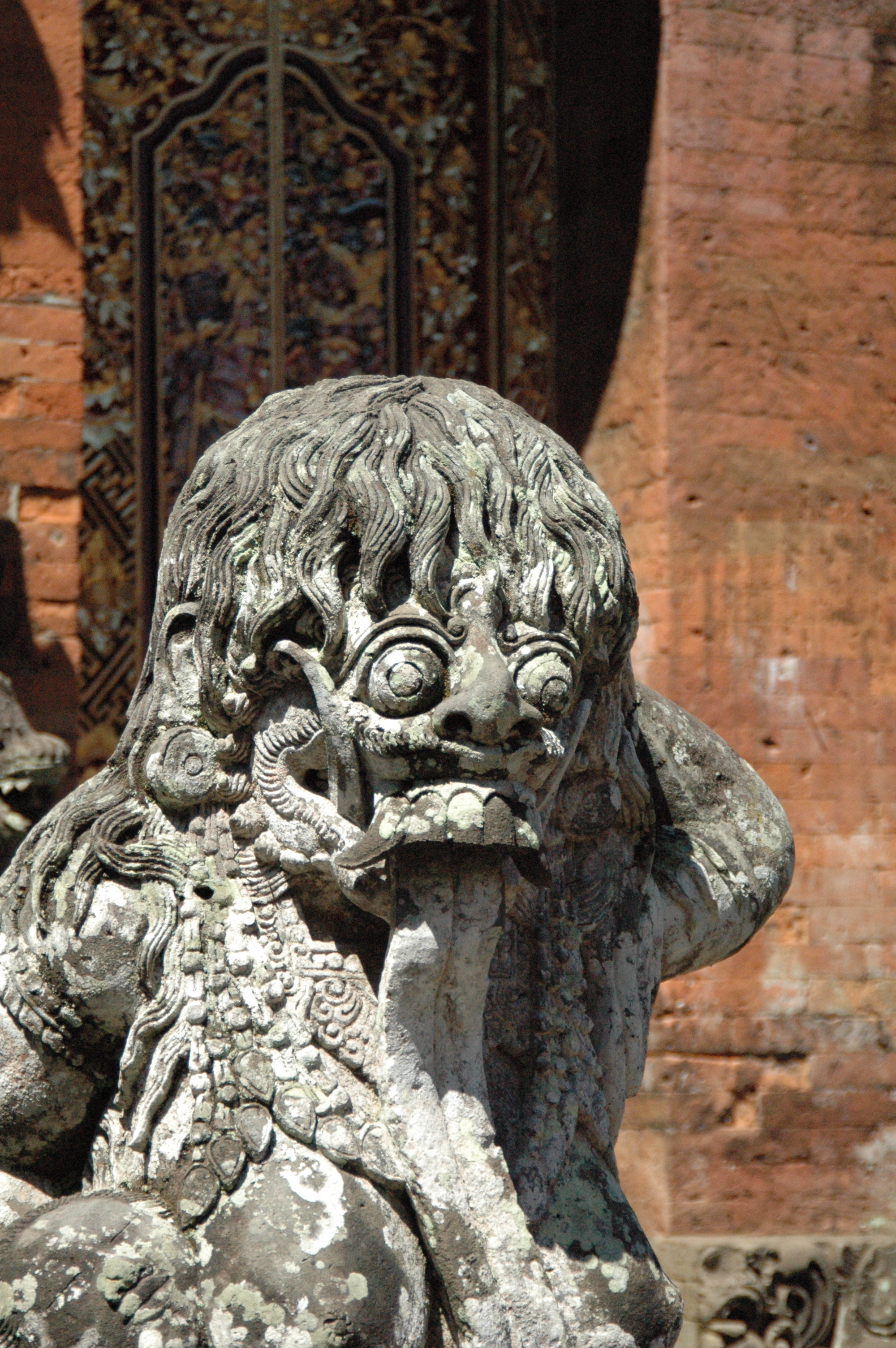
Статуя Рангды

Рангда — в традиционной мифологии острова Бали королева демонов леяков. Безобразная, поедающая детей Рангда вместе с армией злобных ведьм ведет непрерывную войну с повелителем светлых сил Баронгом.

## Описание
Рангда играет важную роль в балийской культуре, и постановки, на которых её изображают сражающейся с Баронгом или Эрланггой, очень популярны у туристов и являются неотъемлемой частью культурной традиции. Демоница изображается полуобнажённой старухой с длинными и растрепанными волосами, обвислыми грудями и острыми когтями. Её лицо — традиционная маска с выпученными глазами, ужасающими клыками и длинным высунутым языком.

## История
Бали — индуистский остров, и потому предполагается, что Рангда могла быть тесно связана с образом Дурги. Она также отождествляется с Кали, индийской чёрной богиней-матерью разрушения, превращений и защиты.
Хотя большинством Рангда воспринимается как ужасающее воплощение зла, в некоторых районах острова она также считается защитной силой. Связанные с демоницей цвета — белый, черный и красный — идентичны цветовой палитре Кали. Её иконография вбирает в себя черты изображений Кали и Чамунды, тесно связанных друг с другом.
По другой версии, Рангда могла быть воплощением жившей в XI веке яванской королевы Махендрадатты, изгнанной из страны за обвинение в колдовстве королём Дхармодаяной. Легенда рассказывает, что она начала мстить и убила половину населения государства, которое принадлежало ей и сыну Дхармодаяны Эрлангге, чумой, пока не была побеждена святым человеком. Имя Рангда переводится как «вдова».